# طائرة بريد

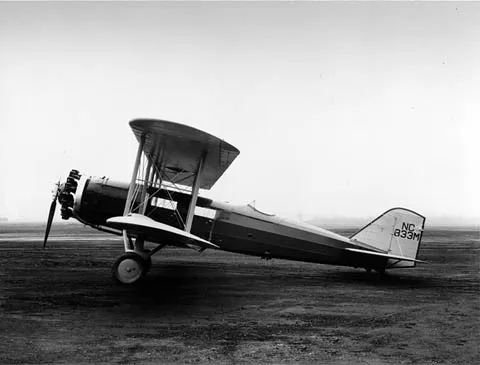

طائرة بريد (بالإنجليزية: Mail plane) هي طائرات كانت تستخدم سابقا، وبشكل حصري تقريبا لنقل البريد جواً، وذلك في الفترة التي سبقت الحرب العالمية الثانية. وكانت تستخدم طوابع خاصة لذلك.
ونظراً لأن الطائرات الأولى كانت أقل قدرة على حمل البضائع وأقل تكلفة من أن تكون قادرة على تشغيل أي خدمة نقل ركاب "من الدرجة الاقتصادية"، فقد كان الدور الرئيسي للطائرات المدنية هو نقل الرسائل بشكل أسرع مما كان ممكناً في السابق. وفي عام 1934، نقلت بعض الرسائل وطرود البريد في الولايات المتحدة الأمريكية من قبل سلاح الجو التابع لجيش الولايات المتحدة الأمريكية، وسرعان ما انتهت بفضيحة البريد الجوي.
في الماضي، كان على الطائرات الناقلة للبريد أن تحمل شعارًا رسميًا خاصًا على جسم الطائرة؛ وفي حالة الطائرات المسجلة في بريطانيا، كان يرفع راية خاصة بالبريد الجوي الملكي البريطاني (علم أزرق مثلث الشكل مع شعار البوق المتوج باللون الأصفر وحروف "ROYAL AIR MAIL" باللون الأبيض).
منذ أواخر عقد الأربعينيات من القرن العشرين، أصبحت طائرات البريد نادرة بشكل متزايد، حيث أن زيادة حجم الطائرات وطبيعة الظروف الاقتصادية فرضت الانتقال إلى نقل البريد بالجملة على متن رحلات شركات الطيران، ولا تزال هذه الطريقة الأساسية حتى اليوم. ومع ذلك، لا يزال تنقل الطرود البريدية والبريد الليلي والبريد ذي الأولوية على متن ما يمكن اعتباره الخلف الروحي لطائرات البريد الكلاسيكية التي كانت تستخدم قبل الحرب؛ وهي طائرات صغيرة الحجم، وطائرات الطيران العام التي كيفت لتؤدي هذا الدور، حيث تعد طائرات سيسنا 208 وبايبر PA-31 نافاجو من بين أكثر الطائرات شعبية. كما تقوم شركات طيران الشحن الجوي، مثل UPS وFedEx، بنقل البريد إلى جانب البضائع الأخرى على متن طائرات نقل خاصة.